# Euneophlebia spatulata
Euneophlebia spatulata är en fjärilsart som beskrevs av Emilio Berio 1972. Euneophlebia spatulata ingår i släktet Euneophlebia och familjen nattflyn. Inga underarter finns listade i Catalogue of Life.